# Cersanit
Cersanit S.A. – polska spółka akcyjna produkująca ceramikę sanitarną oraz płytki ceramiczne i gresy, z siedzibą w Kielcach. W latach 2012–2017 nosiła nazwę Rovese S.A.
W skład grupy Cersanit wchodzą europejskie marki: Cersanit, Opoczno, Meissen Keramik, Pilkington’s i Mei. Posiada 11 fabryk w Polsce, Rosji, Rumunii, Niemczech i Ukrainie.
Największym akcjonariuszem grupy Cersanit był Michał Sołowow (za pośrednictwem innych spółek).
Cersanit w swojej ofercie posiada także wanny akrylowe, brodziki, kabiny prysznicowe oraz meble łazienkowe.

## Historia
Spółka Cersanit powstała z przekształcenia 15 stycznia 1992 roku przedsiębiorstwa państwowego Zakłady Wyrobów Sanitarnych „Krasnystaw” w Krasnymstawie. Od 1998 roku spółka notowana była na Giełdzie Papierów Wartościowych w Warszawie. W 2002 roku została przerejestrowana do Krajowego Rejestru Sądowego pod nazwą Cersanit S.A. w Kielcach. W 2008 roku doszło do przejęcia i połączenia z Cersanitem spółki Opoczno S.A. W styczniu 2012 roku spółka zmieniła nazwę na Rovese S.A. W 2013 roku podwyższono jej kapitał zakładowy z 27 milionów do ponad 81 milionów złotych.
Pod koniec marca 2016 przedsiębiorstwo FTF Galleon kontrolowane przez Michała Sołowowa, wezwało do sprzedaży 7,08% akcji spółki Rovese znajdujących się w posiadaniu akcjonariuszy mniejszościowych. W wyniku wezwania FTF Galleon skupił 2 668 512 akcji z planowanych 57 442 618, co pozwoliło na dematerializację akcji, a następnie wycofanie spółki z obrotu giełdowego, co nastąpiło 30 sierpnia 2016 roku.
1 czerwca 2017 roku zarejestrowano powtórną zmianę nazwy spółki na Cersanit S.A. Obecnie jedynym akcjonariuszem, poprzez swój podmiot MS Galleon, jest Michał Sołowow. 31 stycznia 2020 roku doszło do przejęcia i połączenia z Cersanit S.A. poprzednio wchodzących w skład grupy Cersanit spółek: Opoczno I Sp. z o.o. w Opocznie, Cersanit II S.A. w Starachowicach, Cersanit III S.A. w Wałbrzychu i Cersanit IV Sp. z o.o. w Krasnymstawie.

## Struktura
W skład grupy kapitałowej Cersanit S.A. wchodziły spółki:
- Cersanit I Fabryka Ceramiki Sp. z o.o. – z siedzibą w Krasnymstawie – zajmująca się wytwarzaniem ceramiki sanitarnej;
- Cersanit II S.A. – z siedzibą w Starachowicach – zajmująca się produkcją wanien, brodzików, kabin prysznicowych i mebli łazienkowych;
- Cersanit III S.A. – z siedzibą w Wałbrzychu – zajmująca się produkcją płytek ceramicznych i gresów;
- Cersanit IV Sp. z o.o. z siedzibą w Krasnymstawie;
- LXIV S.a.r.l. z siedzibą w Luksemburgu.